# 奥林巴斯9mm F8鱼眼机身盖镜头
奥林巴斯 9mm F8 机身盖镜头（9mm F8 Fisheye Body Cap Lens）是一款定焦饼干镜头，同时也是一枚鱼眼镜头，应用于微4/3系统。
稍早于2012年9月，奥林巴斯即推出过一款15mm F8机身盖镜头，并没有在正规镜头序列中出现，而以BCL-1580作为附件提供；于2014年随E-M10一同发布的 9mm F8 Fisheye 也属于类似情况，商品代号BCL-0980。该镜头同样主打小巧，从法兰盘位置计算，厚度为12.8mm，外观与用于防护的机身盖类似，故得名机身盖镜头。
9mm焦距，且为对角线鱼眼设计。该镜头没有触点，无法与机身交换信息，且无法实现自动对焦；镜身上设计拨杆，可以在『0.2m/中间值/无穷远/收纳(合上镜头)』中选择。该镜头提供黑白两色可选。

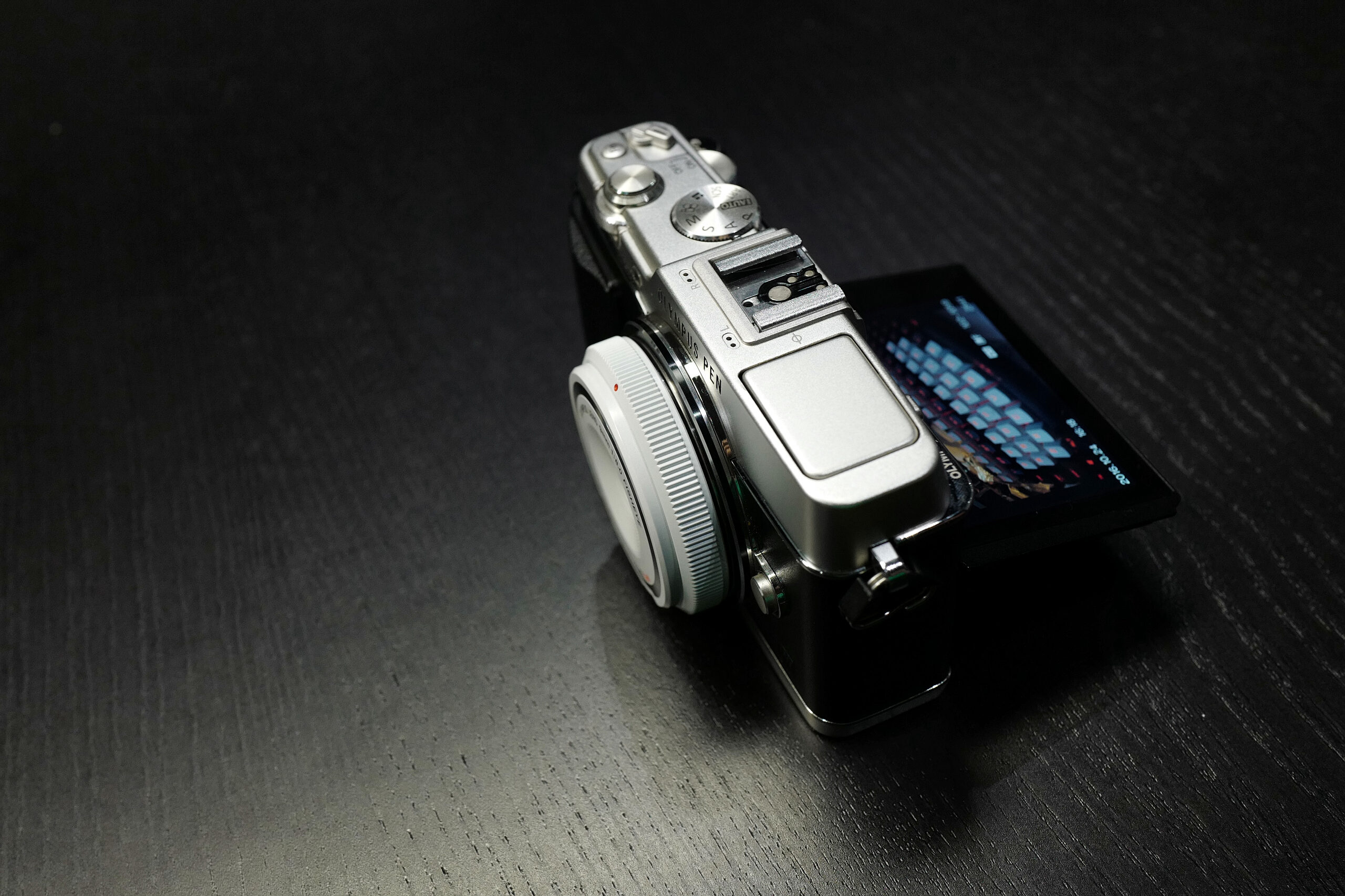
E-P5装配9mm鱼眼，侧面
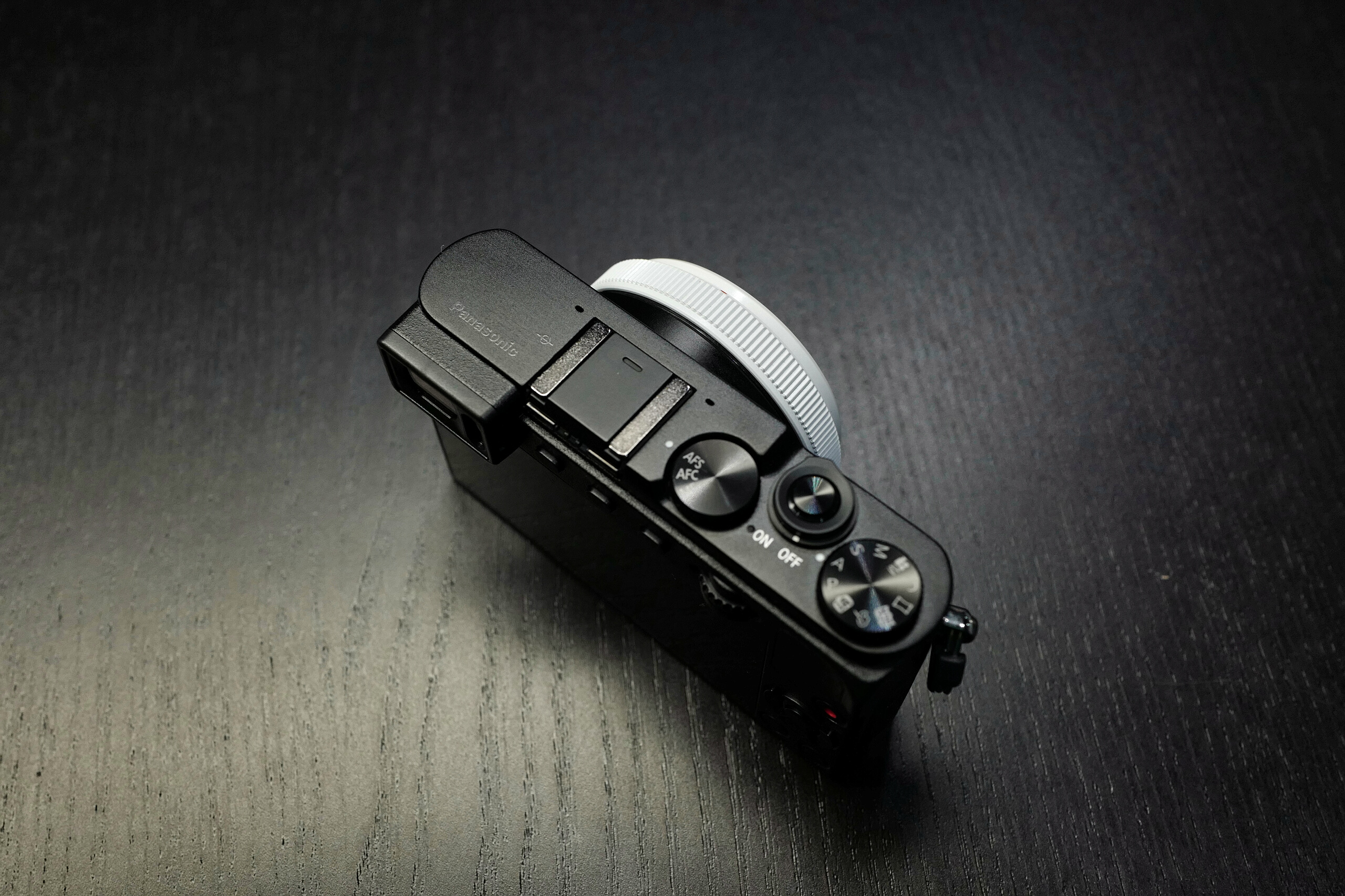
装配在松下GM5机身上
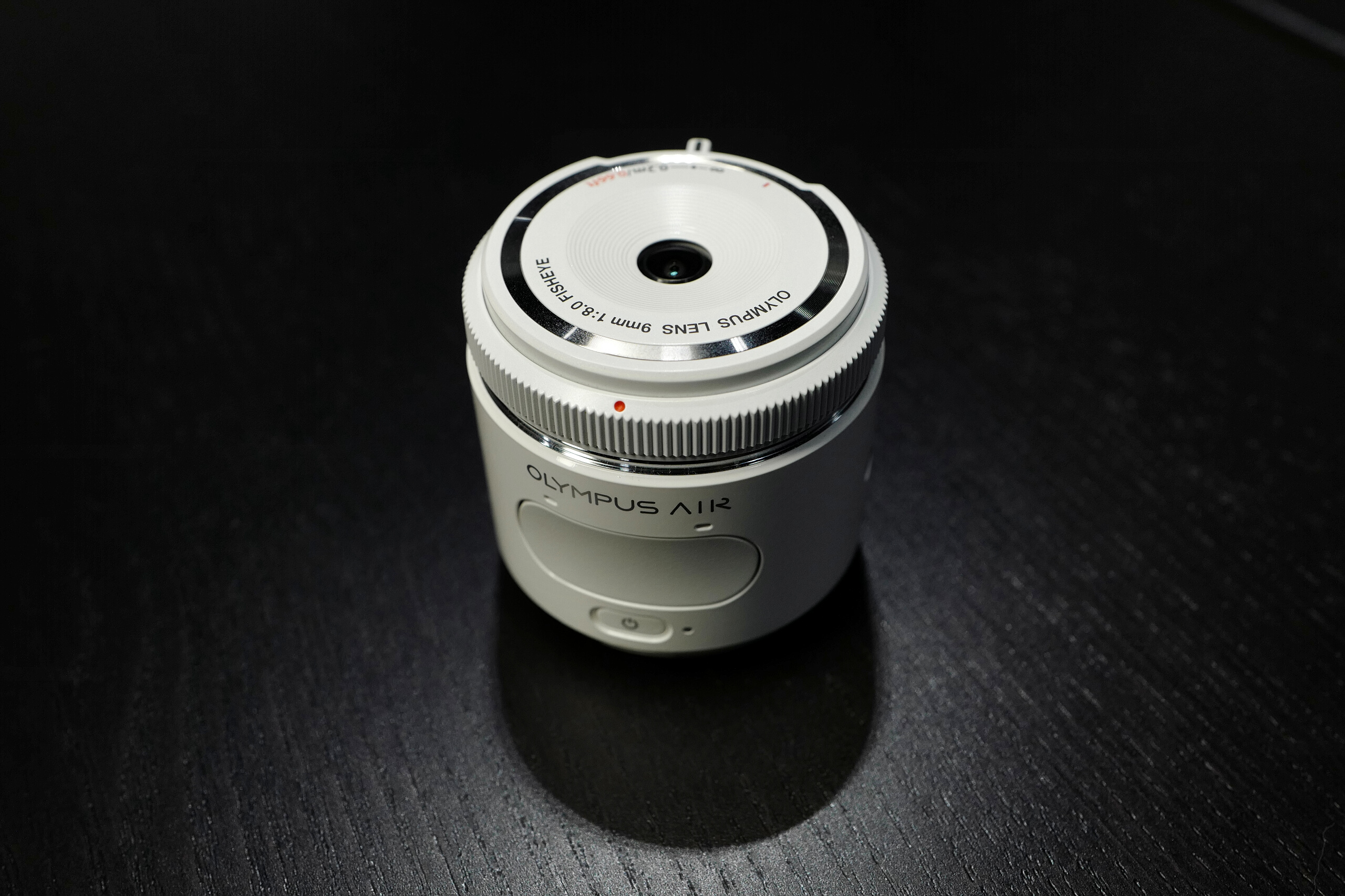
与Olympus Air A01的配合